# Santa Bárbara Sistemas 155/52
El Santa Bárbara Sistemas 155/52 es un obús remolcado de 155 mm desarrollado y fabricado por la empresa española Santa Bárbara Sistemas (SBS).

## Características
Este obús tiene un montaje bimástil, freno hidráulico tipo vástago y contravástago hidráulico con moderador, recuperador neumático, cierre de tornillo con accionamiento de cierre automático, freno de boca de tres etapas y obturador galleta plástica. Cuenta asimismo con un motor diésel de 106 CV que actúa como unidad de energía auxiliar (APU) y le otorga una velocidad autónoma de 18 km/h, permitiéndole una rápida entrada y salida en posición. Aunque el Ejército español tiene previsto dotarse de obuses autopropulsados sobre ruedas, está descartado desarrollar una versión de ese tipo de esta pieza debido a su elevado peso.
El tubo es monobloque autozunchado, con una longitud, como indica la denominación de la pieza, de 52 calibres, es decir, 52 veces su diámetro (155 mm), 8.120 mm. El volumen de la recámara es de 23 litros.
Puede utilizar espoletas de percusión instantánea, a tiempos, de proximidad y electrónicas. Los proyectiles por su parte pueden ser rompedores, fumígenos, iluminantes y contracarro.
Su sector de puntería en dirección es de -/+ 40° y en elevación de -3/+72°. Tiene un sistema de atacado hidráulico para la carga, utilizable con cualquier ángulo de tiro y cualquier tipo de munición. Está dotado además de un sistema de navegación inercial y de un computador balístico.
La fabricación y montaje se realiza en las fábricas asturianas de La Vega y Trubia, aunque los tubos en bruto los suministra la alemana Rheinmetall, si bien su elaboración, por el sistema de autozunchado en frío, se hace en Trubia.

## Usuarios
España
- Ejército de Tierra de España:

Santa Bárbara Sistemas 155/52 APU-SIAC (66 unidades)
66 obuses 155/52 APU-SIAC (Sistema Integrado de Artillería de Campaña) con las correspondientes 66 estaciones de radio PR4G y otros tantos intercomunicadores ROVIS.
Santa Bárbara Sistemas 155/52 APU (V07) (16 unidades)
Estos obuses, en versión 155/52 APU (V07) (4 construidos como tales y 12 obtenidos a partir de la modernización de ejemplares de la versión V06), constituyen el Grupo de Artillería de Costa (GACTA) Móvil del RACTA n.º 4, con dirección de tiro móvil 9KA-410 (las otras de las que se dispone de este modelo son fijas). Incorpora una serie de modificaciones respecto a la versión de artillería de campaña, como la integración de un software específico que permite realizar la puntería continuada del objetivo, lo que se conoce como «tiro de persecución», estando contemplado también dotarla de puntería automática. Está previsto que el GACTA Móvil constituya junto con el Grupo de Misiles Antibuque (aún no creado) la futura defensa de costas de España.
 Colombia
- Ejército Nacional de Colombia:

Santa Bárbara Sistemas 155/52 APU-SBT (15 unidades)
Adquiridos en 2005 (de 25 originalmente previstos), por un valor de 13,5 millones de €, recibidos 9 en 2006 y los 6 restantes en 2007.

## Galería

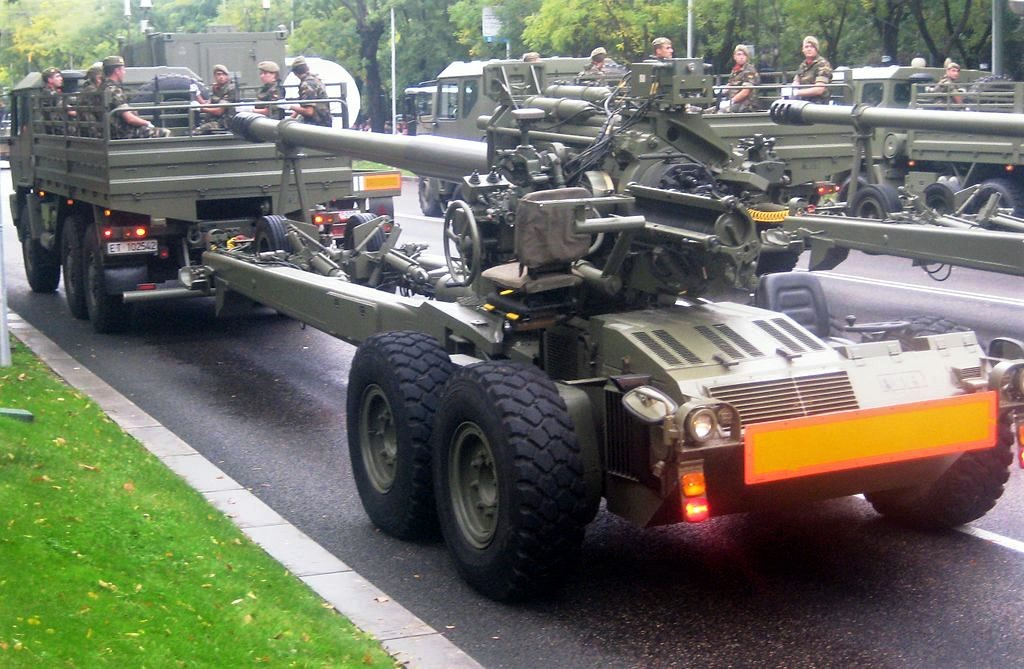
SBS 155/52 APU (V07) de la artillería de costa del E. T.
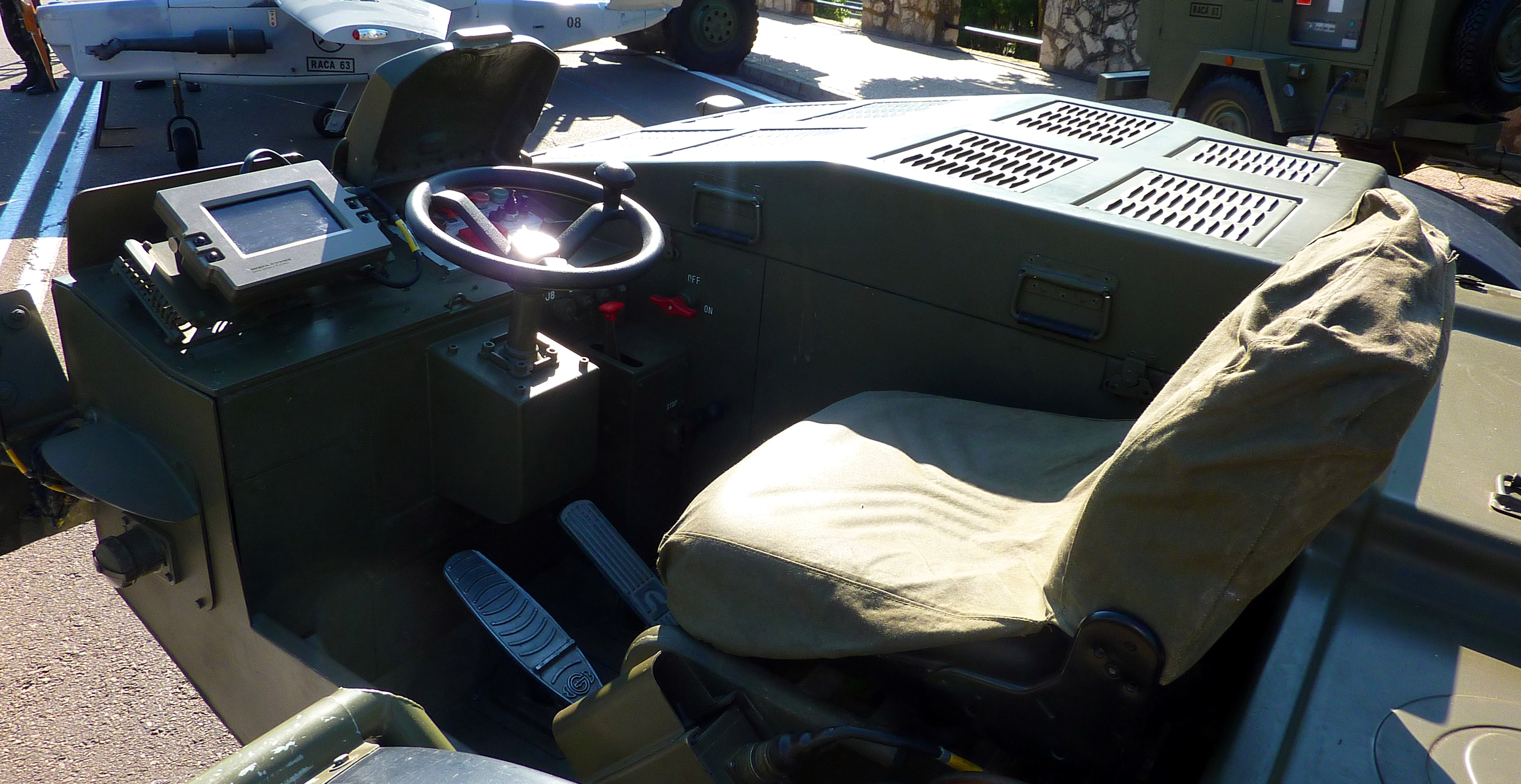
Puesto de conducción de un APU-SIAC del Ejército Español.
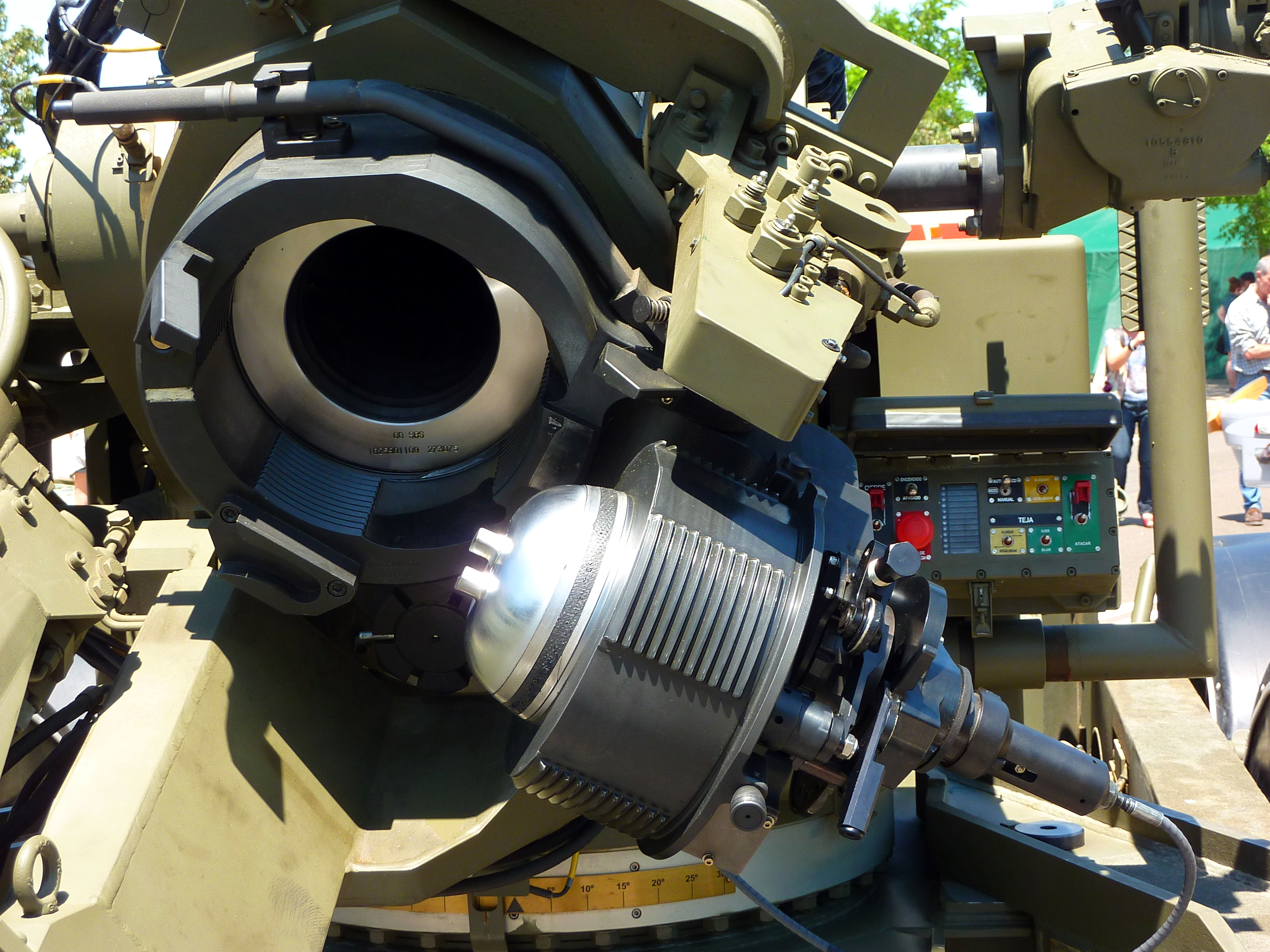
Cierre.
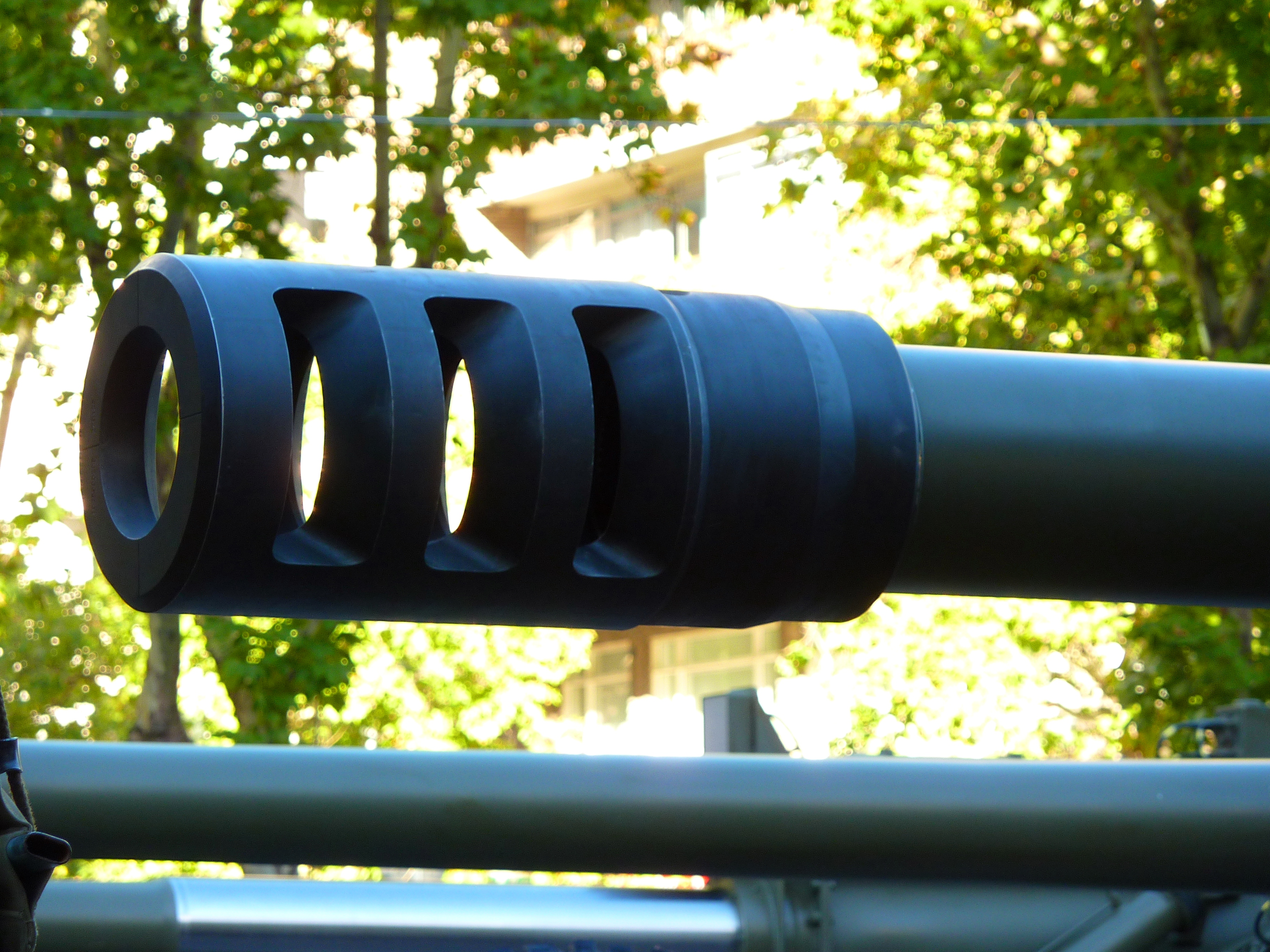
Freno de boca.
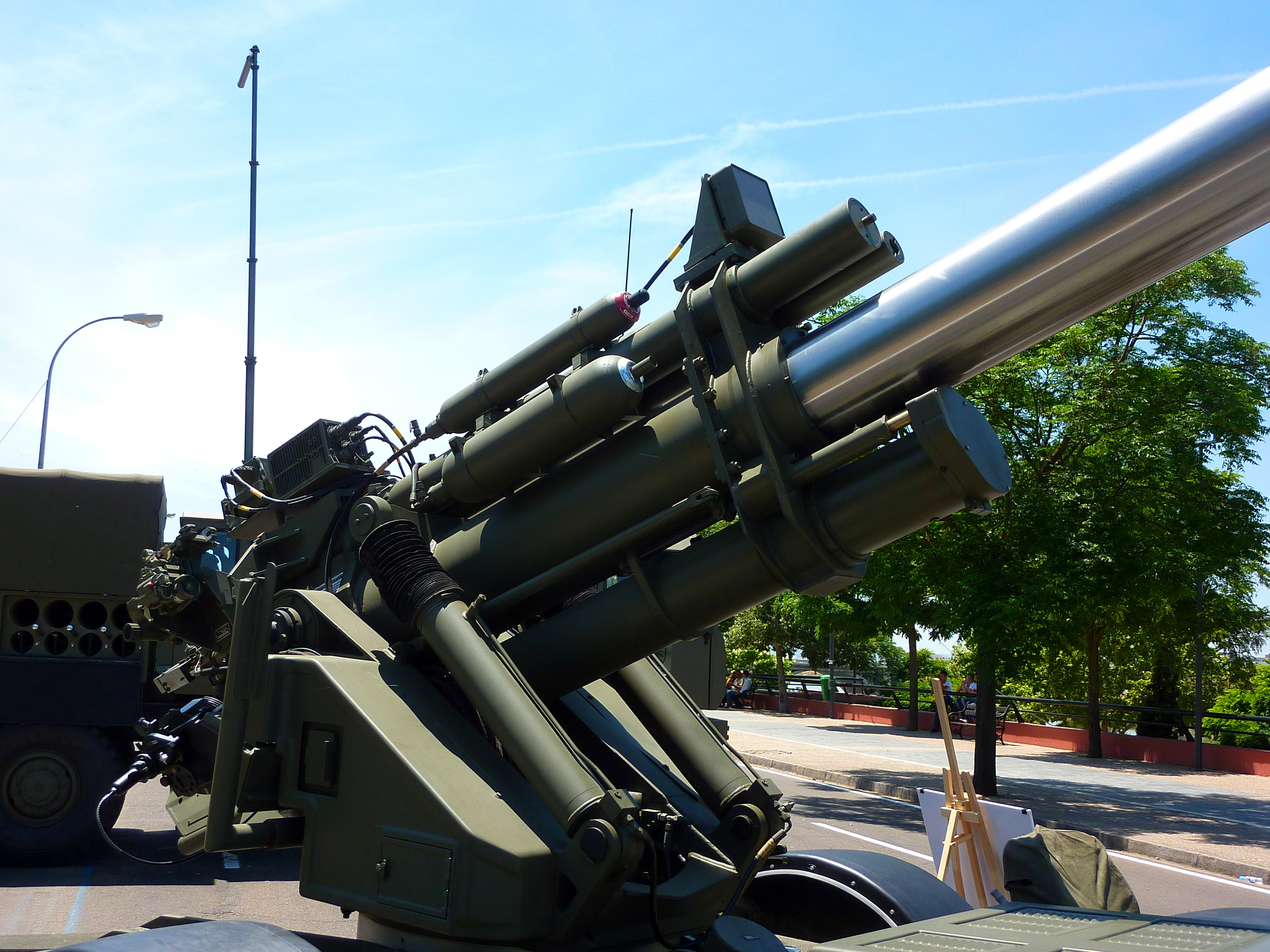
Mecanismo de recuperación.
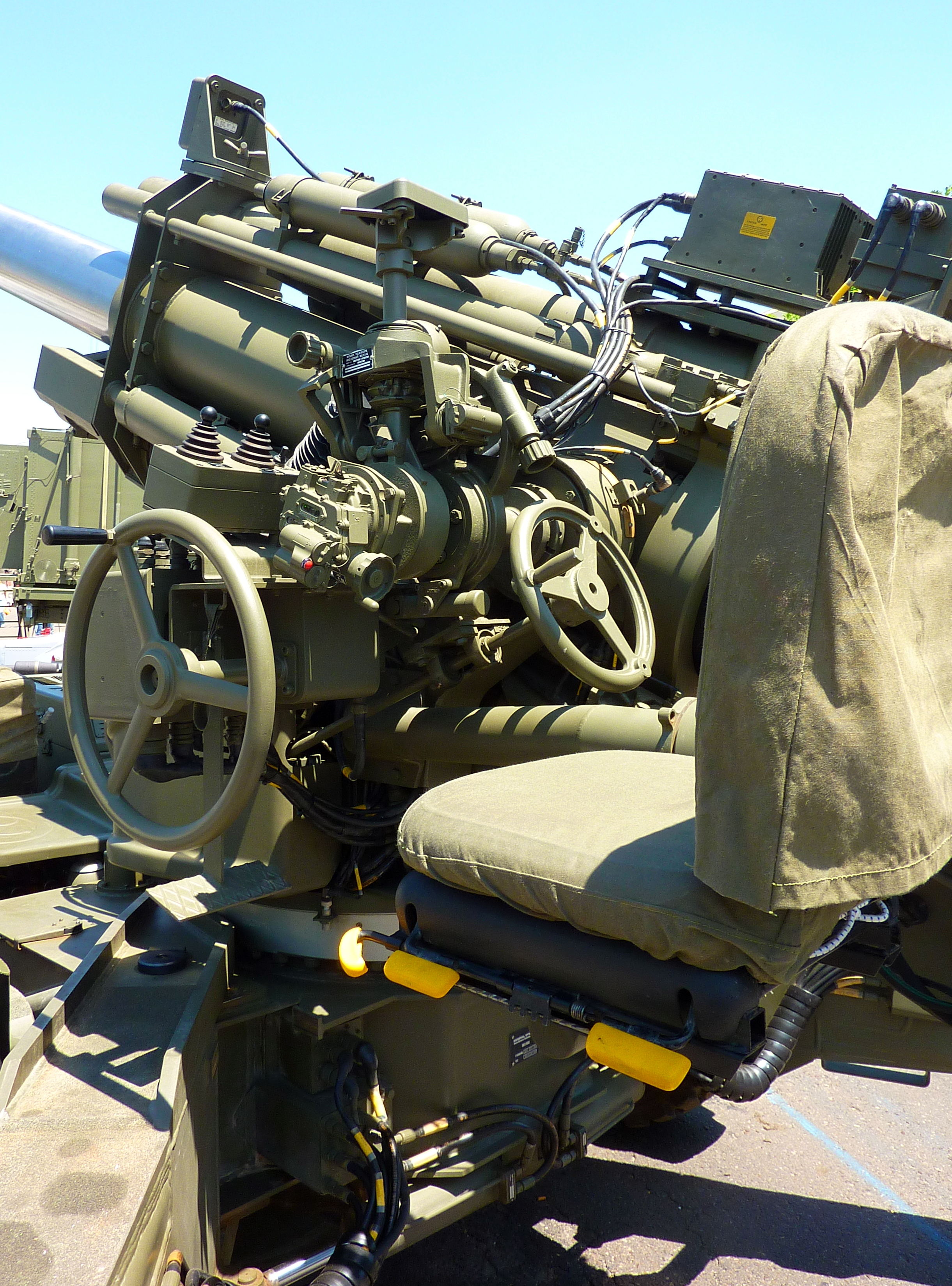
Puesto del apuntador.
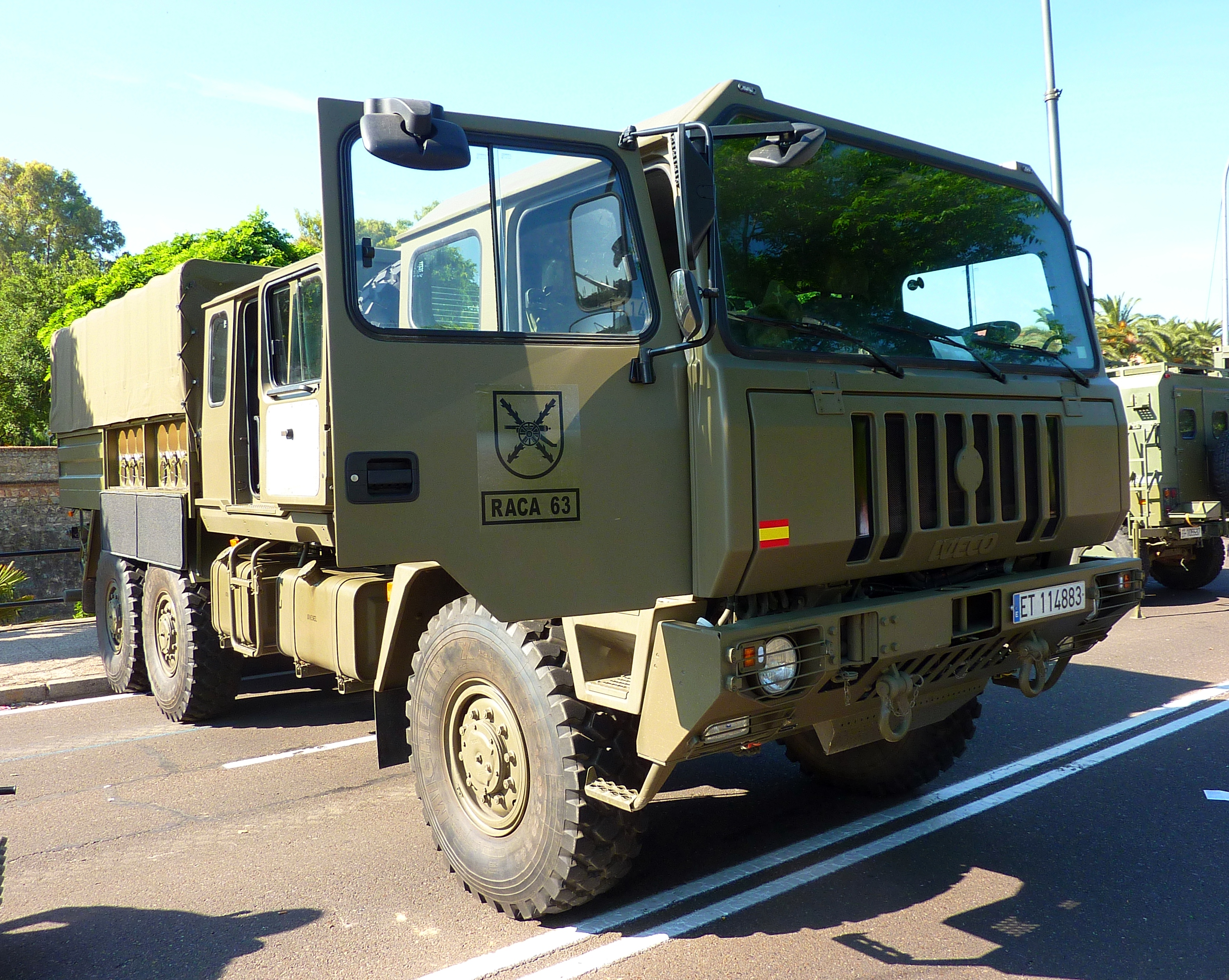
Vehículo específico tractor (VET) Iveco-Pegaso M.250.37WM. Con una capacidad de remolque de 24 toneladas, permite además transportar a la dotación de la pieza (entre 6 y 8 personas), así como 16 proyectiles de emergencia.
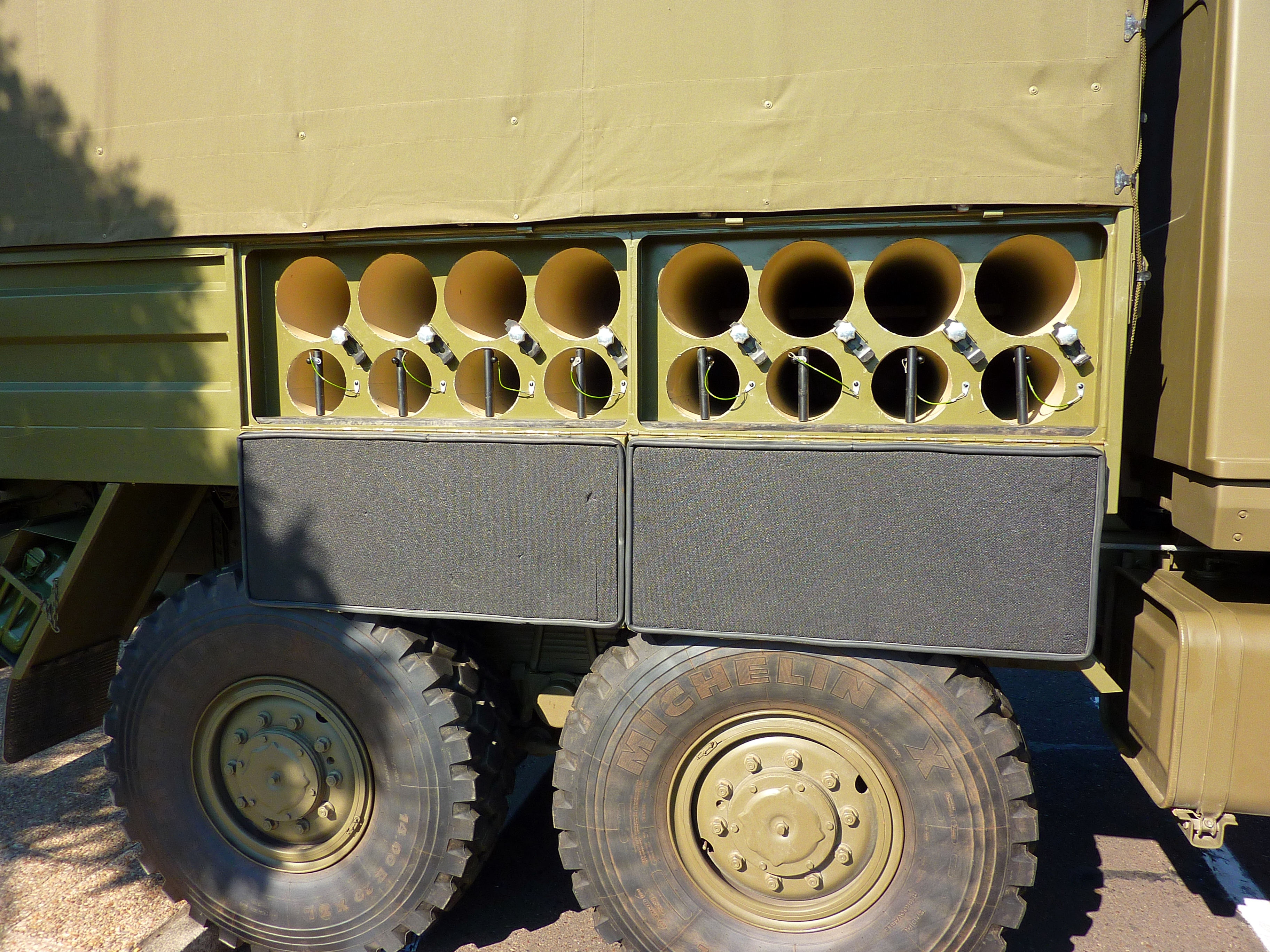
Detalle.
- Video.

### Armas similares
- M-777

### Listas relacionadas
- Anexo:Material de Guerra del Ejército Nacional de Colombia
- Anexo:Materiales del Ejército de Tierra de España